# Gouvernement de transition d'Éthiopie
28 mai 1991 – 22 août 1995
(4 ans, 2 mois et 24 jours)
Entités précédentes :
- République démocratique populaire d'Éthiopie

Entités suivantes :
- Érythrée (1993)
- République démocratique fédérale d'Éthiopie

Le gouvernement de transition d'Éthiopie (GTE) est mis en place en mai 1991 à la suite de la victoire des mouvements de guérilla contre le régime du Derg. La transition fut effectuée dans le calme et Meles Zenawi fut désigné comme président par intérim. Ce régime fut marqué par une modification territoriale essentielle : l'indépendance de l'Érythrée en 1993. Une nouvelle Constitution fut adoptée en décembre 1994 et des élections multipartites furent organisées en 1995. Le 22 août 1995, la République fédérale démocratique d'Éthiopie fut proclamée avec Meles Zenawi en tant que premier ministre.